# Ceará-Mirim
Ceará-Mirim är en kommun i Brasilien.   Den ligger i delstaten Rio Grande do Norte, i den östra delen av landet, 1 800 km nordost om huvudstaden Brasília. Antalet invånare är 67 844.
Följande samhällen finns i Ceará-Mirim:
- Ceará Mirim

Omgivningarna runt Ceará-Mirim är en mosaik av jordbruksmark och naturlig växtlighet. Runt Ceará-Mirim är det ganska tätbefolkat, med 90 invånare per kvadratkilometer.